# IZU VILLAGE
IZU VILLAGE（伊豆ビレッジ、いずビレッジ）とは、静岡県伊豆の国市田京にある、時之栖が運営する複合リゾート施設。隣接する道の駅「伊豆のへそ」と一体的な関係にある。

## 概要
伊豆箱根鉄道の田京駅の南西、狩野川・国道414号と国道136号の狭間、修善寺道路の大仁中央ICの東隣に立地している。
2017年9月に、前身である「IZU・WORLD みんなのHawaiians」（旧・伊豆洋らんパーク）から改名して開業した。当初は御殿場高原ビールのレストラン「GKB & Village」のみだったが、同年12月には東隣に宿泊施設「HESO Hotel」（へそホテル）が開業。
2018年9月には、北部に「MERIDA X Base」がオープン。同年11月23日には、「道の駅 伊豆のへそ」の「伊豆いちごファクトリー」を中心としたリニューアルに合わせて、隣接する南端エリアに「伊豆・村の駅」（伊豆のへそ店）を併設した。

## 構成
- MERIDA X Base - 自転車
- GKB & Village - レストラン
- HESO Hotel（へそホテル） - 宿泊
- 伊豆・村の駅（伊豆のへそ店）
- (道の駅「伊豆のへそ」)

## 沿革
- 1976年（昭和51年） - 「伊豆洋らんパーク」開業。
- 2005年（平成27年） - 南方の駐車場の一角に、「道の駅 伊豆のへそ」が開業。
- 2009年（平成21年） - 時之栖が買収。
- 2012年（平成24年）5月2日 - 「IZU・WORLD みんなのHawaiians」に改称し、リニューアルオープン。
- 2017年（平成29年）
  - 8月 - 「IZU・WORLD みんなのHawaiians」閉業。
  - 9月 - 「IZU VILLAGE」（「GKB & Village」）開業。
  - 12月 - 「HESO Hotel」（へそホテル）開業。
- 2018年（平成30年）
  - 9月 - 「MERIDA X Base」開業。
  - 11月 - 「道の駅 伊豆のへそ」が「伊豆いちごファクトリー」を中心にリニューアルオープン。合わせて隣接する南端エリアに「伊豆・村の駅」（伊豆のへそ店）を併設。